# Introducing... Janet
Introducing... Janet (Rubberface dans la version originale) est un téléfilm canadien de Glen Salzman et Rebecca Yates sorti en 1983.

## Synopsis
Si Janet est une adolescente enveloppée, elle a un sens de l'autodérison sur elle-même qui lui permet de se faire beaucoup d'amis. Son sens de l'humour est tellement populaire qu'elle songe à devenir comédienne. Elle va alors rencontrer un producteur à l'humour assez douteux. Ensemble, ils vont apprendre à trouver qui ils sont véritablement.

## Fiche technique
- Titre original : Rubberface
- Titre français : Introducing... Janet
- Réalisation : Glen Salzman et Rebecca Yates
- Scénario : Michael Glassbourg, d'après une histoire de Nada Harcourt
- Production  : Glen Salzman et Rebecca Yates
- Montage : James Lahti et Mairin Wilkinson
- Photographie  : René Ohashi
- Musique  : Rainer Wiens
- Maquillage : Lee Lanham
- Direction artistique : Katherine Vansittart
- Assistants réalisation  : Karen Hall, Ariadna Ochrymovych et Benjie Wilkinson
- Son  : Thomas Hidderley, Michael LaCroix, Tom Mather, Carol McBride  et Wally Weaver
- Pays : Canada
- Genre : Comédie
- Durée : 48 minutes
- Année : 1983

## Distribution
- Lynne Deragon : Judith
- Adah Glassbourg  : Janet Taylor
- Ann-Marie MacDonald  : Merilee
- Hélène Udy  : Suzanne
- Scot Denton  : un professeur
- Renée Devillers et Emily Wilkinson  : les filles
- Rick Ringer  : le présentateur T.V.
- Larry Horowitz  : Freddy Goodman
- Gabe Cohen  : M.C.
- Jim Carrey  : Tony Moroni
- Marla Lukofsky : Donna Cherry
- Jim Tuck  : un serveur
- John Lambert  : un serveur
- Harvey Atkin  : un producteur T.V.
- Michael Glassbourg  : Carlos Smith